# Porto Amazonas
Porto Amazonas este un oraș în Paraná (PR), Brazilia.